# John Wick: 3. felvonás – Parabellum
A John Wick: 3. felvonás – Parabellum (eredeti cím: John Wick: Chapter 3 – Parabellum) 2019-ben bemutatott amerikai neo-noir akció-thriller, melyet Chad Stahelski rendezett és Derek Kolstad írt. Ez a közvetlen folytatása a 2017-ben bemutatott John Wick: 2. felvonás című filmnek és egyben a filmszéria harmadik része. Szereplők Keanu Reeves, Halle Berry, Mark Dacascos, Ian McShane, Lance Reddick, Laurence Fishburne és Anjelica Huston.
Az Amerikai Egyesült Államokban 2019. május 17-én mutatták be, míg Magyarországon egy nappal hamarabb szinkronizálva, május 16-án a Freeman Film forgalmazásában.
A film pozitív véleményeket kapott az értékelőktől, dicsérve a koreográfiát, a vizuális stílust és Reeves teljesítményét. A Metacritic oldalán a film értékelése 74% a 100-ból, ami 49 véleményen alapul. A Rotten Tomatoeson a John Wick: 3. felvonás – Parabellum 88%-os minősítést kapott, 217 értékelés alapján. A film bevételi szempontból jelenleg 252 millió dolláros bevételnél tart.
A történet középpontjában az ex-bérgyilkos John Wick, akire 14 millió dolláros vérdíjat tűz ki az alvilág, mert megszegett egy szigorú szabályt.

## Cselekmény
|  | Alább a cselekmény részletei következnek! |

John Wick egykori bérgyilkos (Keanu Reeves) magasan kijelölt célponttá vált, Manhattanben menekül kutyájával. A New York-i Continental Hotel területén tiltott és kiközösítéssel szankcionált gyilkosságot követett el, melynek eredményeképpen a "Felső Kör" kiközösítette és büntetésül 14 millió dolláros vérdíjat tűzött ki rá. Bérgyilkosok elől menekülve John eléri a New York-i közkönyvtárat és egy titkos könyvből némi érméhez és egy kereszttel ellátott nyaklánchoz jut. Megkeresi az Igazgatót, egy nőt a múltjából, aki elfogadja a nyakláncot, mint egy „jegyet” a biztonságos áthaladásához a marokkói Casablancába.
Eközben egy magas rangú Ítélethozó találkozik a Continental Hotel vezetőjével, Winstonnal (Ian McShane) és a hajléktalan gyilkosok vezetőjével, a Királlyal (Laurence Fishburne). Az Ítélethozó mindkettejüket figyelmezteti; hét napot kapnak arra, hogy rendezzék ügyeiket, utána a helyüket más fogja átvenni, mivel valamilyen módon (például azzal, hogy nem ölték meg) segítették Johnt a száműzetése alatt.
Casablancában John találkozik az egyik korábbi barátjával és mostanra a casablancai Continental vezetőjével, Szófiával (Halle Berry). Megmutatja neki az érméjét, amely megszakíthatatlan ígéretet jelent a bérgyilkosok között; Szófia egy utolsó szívességet tesz neki. Útmutatást kap, hogy eljusson Elderhez, a Felső Kör kiemelt rangú tagjához, akitől a vérdíj lemondását szeretné kérni. Szófia előtte korábbi főnökéhez, egy Berrada nevű bérgyilkoshoz vezeti, aki elmondja Johnnak, hogy a sivatagban vándorolva úgy találhatja meg Eldert, amikor már nem tud tovább menni. Ezen információért cserébe a férfi Szófia egyik kutyáját kéri; amikor Szófia megtagadja, lelövi az egyiket. Szófia dühében lelövi Berradát, majd ő és John kiharcolják magukat Kasbahból és a sivatagba menekülnek. Miután Szófia teljesítette az érme általi kötelezettségét, Johnt otthagyja a sivatagban. John vándorol, amíg összeesik a kimerültségtől, de Elder egyik embere rátalál.
John elmagyarázza neki, hogy szeretne néhai feleségére emlékezni, ameddig csak él. Elder amnesztiát kínál John számára, de cserébe végeznie kell Winstonnal és a haláláig a Felső Körnek kell dolgoznia. Elkötelezettségének bemutatására John levágja a gyűrűs ujját és a gyűrűt átadja Eldernek.
Eközben az Ítélethozó felbérel egy Zero (Mark Dacascos) nevű bérgyilkost és bandáját, hogy érvényesítse a Felső Kör akaratát. Zero segítségével az Ítélethozó az Igazgatót és a Királyt is megtalálja. Bűnbocsájtás gyanánt mindkettejüket súlyosan megsebzi, a Királyt majdnem végzetesen.
John visszatér New Yorkba, ahol Zero és emberei folytatják a vadászatot ellene, de sikerül elmenekülnie a Continentalhoz és menedékhez jutni. Találkozik Winstonnal, aki arra ösztönzi Johnt, hogy ne haljon meg gyilkosként, hanem olyan emberként, aki szerette és szeretni fogja a feleségét.
Megérkezik az Ítélethozó, ám Winston nem hajlandó lemondani a hotelről, John pedig nem hajlandó megölni Winstont.
Ennek következtében az Ítélethozó dekonszekrálja a Continentalt "szentetlenítés" státusszal, ezzel lehetővé téve a bérgyilkosok számára az épületben történő végrehajtást. Értesíti Zerót és az ő embereit, majd segítséget kér a Felső Körnél dolgozó kommandós csoporttól. A hotel portása, Charon (Lance Reddick) segítségével John különböző fegyverekkel szerelkezik fel, és védi a Continentalt a katonáktól, mielőtt Zeróval és embereivel szembesülne. Johnnak sikerül leküzdenie a bandát, végül harcolni kezd Zeróval és megöli egy karddal.
Az Ítélethozó tárgyalni kezd Winstonnal, aki a lázadást „erős showként” magyarázza, ezzel bűnbánatot adva a Felső Körnek. John megérkezik, és amikor az Ítélethozó azonosítja őt, mint fenyegetést, Winston többször lelövi, John lezuhan a Hotel tetejéről egyenesen az utcára. A Continental visszatér működéshez, de az Ítélethozó tájékoztatja Winstont arról, hogy John holtteste eltűnt, így továbbra is fenyegetés marad. Eközben a súlyosan megsebesült John Wicket egy bevásárlókocsiban elszállítják az erősen megsebzett Király elé, aki azt mondja Johnnak, hogy dühös a Felső Körre. Azt kérdezi Johntól, ugyanígy érzi-e magát, mire John így válaszol: "Igen!".
|  | Itt a vége a cselekmény részletezésének! |

## Szereplők
| Szereplő | Színész            | Magyar hang      | Szerep |
| --- | ------------------ | ---------------- | --- |
| Jonathan "John" Wick | Keanu Reeves       | László Zsolt     | Rémkirályként ismert ex-bérgyilkos, akire 14 millió dolláros vérdíjat tűztek ki                                                      |
| Winston | Ian McShane        | Mihályi Győző    | A New York-i Continental Hotel tulajdonosa és vezetője, aki John Wickre vérdíjat tűzött ki, de egy órás előnyt ad neki a menekülésre |
| Zero | Mark Dacascos      | Laklóth Aladár   | Az Ítélethozó által felbérelt japán bérgyilkos                                                                                       |
| Király | Laurence Fishburne | Schneider Zoltán | A New York-i hajléktalan koldusok és bérgyilkosok vezetője                                                                           |
| Az Ítélethozó | Asia Kate Dillon   | Bánfalvi Eszter  | A Magas Tábla legfelsőbb tagja |
| Sofia | Halle Berry        | Pikali Gerda     | Bérgyilkos és John Wick közeli barátja                                                                                               |
| Charon | Lance Reddick      | Betz István      | A New York-i Continental Hotel portása                                                                                               |
| Igazgató | Anjelica Huston    | Andresz Kati     | A Ruska Roma tagja és John Wick védője                                                                                               |
| Tikk-Takk férfi | Jason Mantzoukas   |                  | A Király egyik embere |
| Adminisztrátor | Robin Lord Taylor  |                  | A Magas Tábla egyik tagja |
| Berrada | Jerome Flynn       | Debreczeny Csaba | Marokkói gyilkos, korábbi hoteligazgató                                                                                              |
| Doktor | Randall Duk Kim    | Konrád Antal     | John segítőkész orvosa |
| További szereplők |                    |                  | |
| Saïd Taghmaoui, Tobias Segal, Boban Marjanović, Arjon Bashiri, Yayan Ruhian, Cecep Arif Rahman, Tiger Chen, Vladimir és Vlado Mihailov, Danish Bhatt és Candace M. Smith |                    |                  | |

## Filmkészítés
2016 októberében Chad Stahelski, aki a két korábbi filmet is rendezte, kijelentette, hogy munkálatok alatt van a John Wick sorozat harmadik része, és 2017 júniusában arról számoltak be, hogy Derek Kolstad, aki a két korábbi filmet írta, visszatér forgatókönyvíróként. Később kiderült, hogy Ian McShane, Laurence Fishburne és Lance Reddick a korábbi John Wick filmekből visszatérnek szerepükhöz. 2018 májusában Halle Berry, Anjelica Huston, Asia Kate Dillon, Mark Dacascos, Jason Mantzoukas, Yayan Ruhian, Cecep Arif Rahman és Tiger Hu Chen csatlakoztak a szereplőgárdához. 2018 novemberében Said Taghmaoui megerősítette részvételét a filmben.

## Folytatás
A rendező, Chad Stahelski bejelentette, hogy a 3. rész sikeres bevételei révén, minden bizonnyal elkészítik a „4. felvonás”-t is. A 4. rész bemutatóját 2022. május 21.-re tűzték ki.